# ローレンス・イラガン
ローレンス・イラガン（Lourence Ilagan、1978年2月11日 - ）は、フィリピンのダーツプレイヤー。 

## 経歴
イラガンはWDF アジア・パシフィックカップにおいて、2000年と2006年の2回、準々決勝に進出している。 また、2008年のマレーシアオープン、2006年と2007年のフィリピンオープンでは準優勝を果たした。2009年のPDC ワールド・ダーツ・チャンピオンシップにはフィリピン国内での予選で優勝し出場を決めたが、予選ラウンドでフィンランドのマルコ・カンテレに5–2で敗れた。 
2009年にはワールド・マスターズに出場し、準優勝した。ベスト16でスコット・ウェイツに3-2で、準々決勝でスティーブ・ウエストに3-2で勝利したが、準決勝でロビー・グリーンに6-3で敗れた。 
2012年のPDC ワールド・カップにはクリスチャン・ペレスとフィリピン代表として出場したが、第1ラウンドでアメリカ代表に5-3で敗れた。 
2012年10月に行われた2013年のPDC ワールド・ダーツ・チャンピオンシップのフィリピン予選では優勝し、本戦への出場を決めた。 
予選ラウンドではジェイミー・ルイスに1-3と追い詰められながら4-3で逆転勝利した。第1ラウンドではコリン・オズボーンと対決し、冷静なフィニッシュも印象に残したが、0-3で敗れた。 
2013年のワールドカップにもフィリピン代表としてペレスと出場する予定だったが、渡航上の問題で出場辞退し、代わりにイタリア代表が出場した 。同年11月の香港オープンでは、決勝でエドワード・サントスを下し、優勝した。 
香港で行われたTHE WORLD 2013 GRAND FINALでは、準々決勝でスティーブン・バンティングに、準決勝でランディー・ヴァン・デュールセンに勝利。決勝ではペレスに4-1で勝利し優勝を飾り、100万香港ドル（日本円で約1300万円）の賞金を手にした。イラガンは「優勝の鍵は1日8時間の練習である」と語った。上海で行われたTHE WORLD 2014 STAGE 3 CHINAでは準決勝で敗退した。 
マカオで行われたTHE WORLD 2015 STAGE 1 Macauではパク・ヒョンチョルを破って優勝した。同年のワールドカップにはギルバート・ウランと組み出場したが、第1ラウンドでベルギーに5-1で敗れた 。マレーシアオープンでは赤松大輔に勝利し優勝。2016年のワールド・ダーツ・チャンピオンシップの出場権獲得を目前としたが、フィリピン予選の決勝でアレックス・タガラオに3-2で敗れた。
2018年から始まったPDCアジアンツアーにも参戦している。

2018年の大会では、マカオで行われたステージ3および4、クアラルンプールで行われたステージ8、地元であるマニラで行われたステージ11で優勝、台北で行われたステージ10では準優勝した。年間ランキングを2位とし、2019年のワールド・ダーツ・チャンピオンシップへの出場を決めた。しかし、第1ラウンドでヴィンセント・ファン・デル・フォールトに1-3で敗れた。

2019年の大会では、パロで行われたステージ6、台北で行われたステージ7および8で優勝、シンガポールで行われたステージ12で準優勝した。年間ランキングを1位とし、2020年のワールド・ダーツ・チャンピオンシップへの出場を決めた。

## ワールド・チャンピオンシップの成績

### PDC
- 2009年: 予選ラウンド (2 - 5 [leg] マルコ・カンテレに敗北)
- 2013年: 第1ラウンド (0 - 3 コリン・オズボーンに敗北)
- 2019年: 第1ラウンド (1 - 3 ヴィンセント・ファン・デル・フォールトに敗北)
- 2020年: 第1ラウンド (2 - 3 クリスト・レイエスに敗北)
- 2021年: 第1ラウンド (1 - 3 ライアン・マレーに敗北)
- 2022年: 第1ラウンド (0 - 3 レイモンド・ファン・バルネフェルトに敗北)
- 2023年: 第2ラウンド (0 - 3 ディミトリ・バン・デン・バーグに敗北)